# Mark Caughey
Mark Caughey (ur. 27 sierpnia 1960 w Belfaście) – północnoirlandzki piłkarz występujący na pozycji napastnika.

## Kariera klubowa
Caughey zawodową karierę rozpoczynał w 1978 roku w klubie Glentoran. W 1980 roku odszedł do drużyny północnoirlandzkiej policji – RUC. Spędził tam kolejne pięć lat. W 1985 roku przeniósł się do zespołu Linfield, z którym w 1986 roku zdobył mistrzostwo Irlandii Północnej.
W 1986 roku Caughey odszedł również do szkockiego Hibernianu. W 1987 roku był stamtąd wypożyczony do angielskiego Burnley, gdzie zagrał w 8 meczach. W tym samym roku przeniósł się do zespołu Hamilton Academical ze Scottish First Division. W 1987 roku spadł z nim do Scottish Second Division. Wówczas przeniósł się do drużyny Motherwell. Przez rok rozegrał tam 15 spotkań.
W 1988 roku Caughey powrócił do Irlandii Północnej. Grał tam w zespołach Ards, Bangor, Glentoran, Limavady United, Portstewart, gdzie w 1986 roku zakończył karierę.

## Kariera reprezentacyjna
W reprezentacji Irlandii Północnej Caughey zadebiutował 26 lutego 1986 roku w zremisowanym 0:0 towarzyskim meczu z Francją. W tym samym roku został powołany do kadry narodowej na Mistrzostwa Świata. Nie zagrał jednak na nich w żadnym pojedynku. Tamten mundial Irlandia Północna zakończyła na fazie grupowej. W drużynie narodowej Caughey rozegrał w sumie 2 spotkania, oba w 1986 roku.